# Trifenilfosfito
Il trifenilfosfito è il composto chimico di formula P(OC6H5)3. Può essere considerato l'estere fenolico dell'acido fosforoso. A temperature maggiori di 25 ºC il composto si presenta come un liquido incolore con odore simile a quello del fenolo.

## Sintesi
Il trifenilfosfito si ottiene da tricloruro di fosforo e fenolo in presenza di una base:
PCl3 + 3 C6H5OH → P(OC6H5)3 + 3 HCl

## Proprietà
Il trifenilfosfito ha un punto di fusione di 22-25 ºC e può quindi essere solido o liquido a seconda della temperatura ambientale. Ha un odore simile a quello del fenolo ed è scarsamente infiammabile. In acqua si decompone lentamente formando una soluzione fortemente acida. Per riscaldamento oltre 360 ºC si decompone formando monossido di carbonio, diossido di carbonio e ossidi di fosforo.
Reagendo con bromuro di metilmagnesio forma trimetilfosfina:
P(OC6H5)3 + 3CH3MgBr   →  P(CH3)3  +  3C6H5OMgBr

## Applicazioni
Il trifenilfosfito è usato industrialmente come additivo antiossidante e complessante per la stabilizzazione termica di PVC. Nei laboratori chimici è usato per convertire alcoli in alogenuri alchilici, per produrre ossigeno singoletto a bassa temperatura, e come legante in composti organometallici.

## Tossicità / Indicazioni di sicurezza
Il trifenilfosfito è disponibile in commercio. Non sono noti dati sulla tossicità nell'uomo. Da studi su animali ci si possono attendere irritazioni agli occhi e alle mucose; i rischi sono maggiori nel caso di ingestione, con effetti al sistema nervoso centrale dovuti al rilascio di fenolo. Non risultano rischi di cancerogenicità. Il composto è classificato come pericoloso per l'ambiente acquatico.